# 肯尼·洛夫頓
肯尼斯·洛夫頓（英語：Kenneth Lofton，1967年5月31日—），為前美國職棒大聯盟的中外野手，生涯曾效力過太空人、印地安人、勇士、白襪、巨人、海盜、小熊、洋基、費城人、道奇與遊騎兵等隊。洛夫頓生涯共入選6次明星賽，拿下金手套獎四連霸。他在退休時累積622次盜壘成功，排在大聯盟史上第15名。
洛夫頓一共打過11次季後賽，其中參與兩次世界大賽，可惜都沒能拿下冠軍。從2001年起，他甚至都沒在一支球隊待上整整一年。印地安人是他唯一一支效力滿超過一年的球隊，最後他在2010年入選球隊的名人堂。
洛夫頓在季後賽累積34次盜壘成功，至今仍是紀錄保持人。前皇家二壘手法蘭克·懷特曾評價洛夫頓是一名聰明且全方位都很傑出的選手。

## 籃球生涯

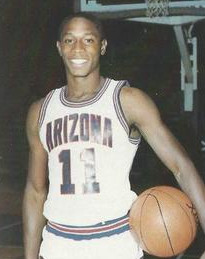
1987年參加亞利桑那大學籃球隊的洛夫頓

大學時期，洛夫頓因獲得亞利桑那大學的獎學金而加入該校的籃球隊。金州勇士隊的總教練史蒂夫·科爾甚至是他大學時期的隊友。1988年，他曾和科爾及Craig McMillan帶領亞利桑那大學打到NCAA一級籃球錦標賽四強。他也成為繼Tim Stoddard後，第二位打過NCAA一級籃球錦標賽四強賽和世界大賽的選手。當時洛夫頓一度是亞利桑那大學隊史抄截紀錄保持人，他的前隊友Bruce Fraser也讚賞洛夫頓是一名棒籃都很精通的球員。
後來洛夫頓在大二那年決定加入棒球隊挑戰自我，他僅出賽5場比賽就獲得許多大聯盟球探的關注，其中包含太空人的球探Clark Crist，最後太空人在1988年選秀於第17輪選進洛夫頓。當時他一邊在小聯盟打球，一邊在大學繼續打籃球，持續進修大學學業。他為了完成和奶奶的約定，婉拒了太空人提出專心在小聯盟打球的要求。

## 職業生涯

### 休士頓太空人
1991年9月14日，洛夫頓登上大聯盟。他在初登場就敲出3支安打，該年他的打擊率為2成03。由於球隊已經交易來中外野手史蒂夫·芬利，因此洛夫頓在球季結束後被交易到印地安人，換來Eddie Taubensee和Willie Blair。後來洛夫頓受訪時曾提到太空人將他交易時相當開心，因為他將證明太空人的決定是錯的。

### 克里夫蘭印地安人
1992年，洛夫頓的打擊率為2成85，並完成66次盜壘成功，寫下美聯新人單季盜壘紀錄。最後洛夫頓在美聯新人王拿下第二名，僅次於釀酒人的Pat Listach。之後他和球隊簽下4年630萬美元的合約，隔年更將盜壘紀錄推向70次。1994年，洛夫頓首次入選明星賽。後來該年球季因為罷工而提前結束，洛夫頓最終繳出3成49的打擊率，並敲出美聯最多的160支安打。當時印地安人的戰績為美聯中區第二，最後洛夫頓在MVP票選上拿下第四名。
1995年，洛夫頓敲出13支三壘安打，打擊率為3成10，並上演54次盜壘成功。他曾在該年的美聯冠軍賽敲出觸擊安打，隨後盜上二壘並靠著捕逸回來得分。
1996年，印地安人的戰績為99勝62敗，為全大聯盟最佳。洛夫頓的打擊率為3成17，並打回生涯新高的67分打點與75次盜壘成功。後來球隊在分區賽輸給金鶯。洛夫頓在印地安人期間連三年入選明星賽，連四年拿下金手套獎，連五年成為美聯盜壘王。目前他仍是隊史單季盜壘紀錄保持人。

### 亞特蘭大勇士
1997年，印地安人將洛夫頓和Alan Embree交易到勇士，換來大衛·賈斯提斯和馬奎斯·葛里森姆。當時洛夫頓在4月中的打擊率高達4成53，勇士也拿下13勝3敗。後來他這年的打擊率為3成33，並上演27次盜壘成功。而他盜壘失敗20次也是大聯盟最多。勇士最終拿下101勝61敗，並在分區賽橫掃太空人。但他們在國聯冠軍賽以2勝4敗輸給馬林魚。洛夫頓在國聯冠軍賽的打擊率僅有1成85，並被三振7次。 球季結束後，他成為自由球員。

### 重返克里夫蘭
身為當時最熱門的自由球員，洛夫頓最終以3年2400萬美元的合約重返印地安人。雖然他的打擊率2成82寫下生涯新低，但他獲得生涯新高的87次保送。球隊在分區賽以3勝1敗打敗紅襪，不過他們在美聯冠軍賽遇到單季114勝的洋基，最終遭到淘汰。1999年，洛夫頓的打擊率為3成01，但他這年只完成25次盜壘成功。後來球隊於分區賽輸給紅襪，洛夫頓在整個系列賽僅敲出2支安打。他在第五場甚至在滑向一壘時造成左肩脫臼。
2000年9月3日，洛夫頓完成連續18場得分的大聯盟紀錄。整季他的打擊率為2成78，並完成30次盜壘成功。最後球隊差一勝就能晉級季後賽。2001年8月5日，印地安人在2比14大幅度落後水手時完成驚人的大逆轉，洛夫頓最終跑回致勝分，以15比14逆轉勝。當時捕手Eddie Taubensee將洛夫頓抱起來也成為經典畫面。不過後來水手在那年拿下116勝，並在分區賽淘汰印地安人。洛夫頓的打擊率2成61和盜壘都寫下生涯新低。球季結束後，他成為自由球員。

### 挑戰世界大賽與生涯後期
2002年，洛夫頓與白襪簽下1年102萬5000美元的合約。印地安人在這年因為一口氣損失四名主力球員，使得球隊選擇進入重建。四月，印地安人打出一波10連勝。不過洛夫頓面對老東家的系列賽敲出6支安打與6分打點，終止了印地安人的連勝。洛夫頓在白襪繳出2成59的打擊率，並打回42分打點與22次盜壘成功。7月28日，球隊將他交易到巨人，換來Ryan Meaux和Félix Díaz。
2002年國聯冠軍賽第五場，當時紅雀推出左投Steve Kline登板。而巨人總教練達斯蒂·貝克原本打算用代打取代洛夫頓，但他三歲的兒子達倫建議讓洛夫頓繼續上場打擊。結果洛夫頓第一球就敲出再見安打幫助巨人晉級世界大賽。可惜巨人在世界大賽第六場被天使逆轉，最終無緣奪冠。
2003年，洛夫頓與海盜簽下1年102萬5000美元的合約。他在海盜的打擊率為2成77，並上演18次盜壘成功。後來他在季中來到小熊，並幫助小熊打進季後賽。洛夫頓在分區賽打出2成86的打擊率，成功帶領球隊晉級下一輪。不過小熊在國聯冠軍賽發生著名的史蒂夫·巴特曼事件，最終小熊遭到馬林魚逆轉淘汰。
球季結束後，洛夫頓和洋基簽下2年620萬美元的合約。他也在洋基敲出生涯2000安，最後洋基拿下101勝，成功闖進季後賽。然而洋基卻在美聯冠軍賽連贏三場比賽後連輸四場遭到紅襪淘汰，洛夫頓再度錯失冠軍。這年他的打擊率為2成75，但只有7次盜壘成功。後來洋基打算重組陣容，加上費城人急需有季後賽經驗的球員。因此兩隊在2004年12月3日進行交易，洋基換來Félix Rodríguez。

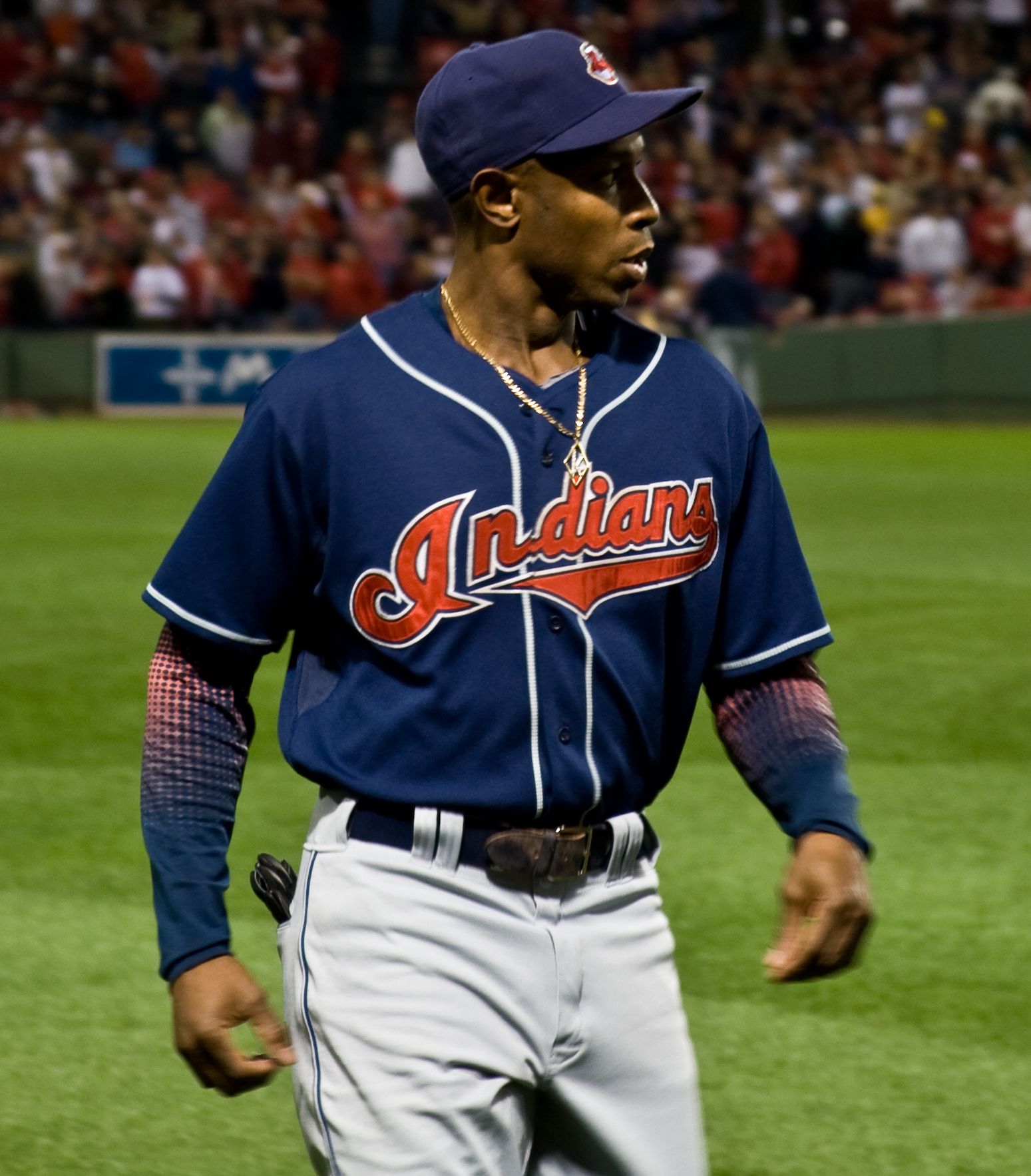
2007年的洛夫頓

到了費城人後，洛夫頓的打擊率高達3成35，並完成22次盜壘成功。2006年12月12日，洛夫頓和遊騎兵簽下1年合約。而他在遊騎兵出賽84場比賽，打擊率為3成03。2007年7月27日，遊騎兵將洛夫頓交易到印地安人，換來馬克斯·拉米瑞茲。他在分區賽追平瑞奇·韓德森在季後賽的盜壘成功紀錄，美聯冠軍賽更是從松坂大輔手中開轟。後來他在系列賽第四場打破韓德森在季後賽的盜壘紀錄。不過印地安人最終搞砸3勝1敗的領先，後面連輸三場被紅襪淘汰。後來洛夫頓成為自由球員，儘管他當時表示自己還能打，但也沒有球隊跟他簽約。
2002年到2007年間，洛夫頓一共效力8支不同球隊，其中有4支球隊闖進季後賽。洋基總教練喬·托瑞曾說洛夫頓雖然從未奪冠，但總有把球隊帶進季後賽的本事。

## 生涯打擊成績
| 出賽次數 | 打席 | 打數 | 得分 | 安打 | 二安 | 三安 | 全壘打 | 打點 | 盜壘 | 保送 | 三振 | 打擊率 | 上壘率 | 長打率 | OPS  |
| -------- | ---- | ---- | ---- | ---- | ---- | ---- | ------ | ---- | ---- | ---- | ---- | ------ | ------ | ------ | ---- |
| 2103     | 9235 | 8120 | 1528 | 2428 | 383  | 116  | 130    | 781  | 622  | 945  | 1016 | .299   | .372   | .423   | .794 |

## 個人生活
2010年1月27日，印地安人宣布將洛夫頓入選球隊名人堂。2013年，他首度獲得名人堂票選資格，但他得票率不足，導致無緣下屆票選。2015年，名人堂投手佩卓·馬丁尼茲曾公開讚賞洛夫頓是他職業生涯最難對付的打者。
洛夫頓在休賽季期間還會去打高爾夫球，2011年，他曾擔任印地安人的跑壘兼外野指導教練。

## 外部連結
- 球員資訊和成績在MLB，ESPN，Baseball-Reference，Fangraphs（英文）
- 肯尼·洛夫頓在台灣棒球維基館上的頁面（繁體中文）